# HD 158352
HD 158352，又名BD+00 3697，SAO 122418、HR 6507，是一颗恒星，视星等为5.44，位于銀經23.49，銀緯18.45，其B1900.0坐标为赤經17h 23m 43.5s，赤緯+0° 18.45′ 42″。